# ألعاب القوى في الألعاب البارالمبية الصيفية 2024 – سباق 4 × 100 متر تتابع مختلط
جرت منافسات سباق 4 × 100 متر تتابع مختلط، والذي يُسمى أيضا سباق 4 × 100 متر تتابع العالمي في الألعاب البارالمبية الصيفية 2024 في ملعب فرنسا، وقد أقيمت التصفيات والنهائيات في 6 سبتمبر 2024.

## الأرقام القياسية
قبل المسابقة، كانت الأرقام القياسية المسجلة في هذا السباق كما يلي:
| الرقم القياسي العالمي             | الولايات المتحدة | 45.52 | طوكيو | 3 سبتمبر 2021 |
| الرقم القياسي للألعاب البارالمبية | الولايات المتحدة | 45.52 | طوكيو | 3 سبتمبر 2021 |

## النتائج
نظرا لأن رياضيي الفئة تي 11 والفئة تي 12 كانوا مؤهلين لهذا السباق، يمكن لأربعة فرق كحد أقصى المشاركة في كل سباق، مما استدعى إجراء تصفيات. تأهلت أسرع أربعة فرق عبر جميع التصفيات للنهائي.

### التصفيات
التصفية الأولى
| الترتيب | الفريق                | الجنسية                                     | المسار | النتيجة | ملاحظات |
| ------- | --------------------- | ------------------------------------------- | ------ | ------- | ------- |
| 1       | الصين (CHN)           | تشو غوهوا وانغ هاو وين شياويان هو يانغ      | 5      | 45.09   | q WR    |
| 2       | بريطانيا العظمى (GBR) | زاك شو جوني بيكوك آلي سميت سامانثا كينغهورن | 7      | 46.61   | q AR    |

التصفية الثانية
| الترتيب | الفريق                 | الجنسية                                                                                  | المسار | النتيجة | ملاحظات |
| ------- | ---------------------- | ---------------------------------------------------------------------------------------- | ------ | ------- | ------- |
| 1       | الولايات المتحدة (USA) | نوح مالون كوربان بيست تايلور سوانسون تاتيانا مكفادين                                     | 5      | 46.39   | q SB    |
| 2       | اليابان (JPN)          | أوران ساوادا ساي تسوجي تاكيرو ماتسوموتو توموكي إيكوما                                    | 3      | 47.09   | q SB    |
| 3       | البرازيل (BRA)         | لورينا سالفاتيني سبولادوري واشنطن جونيور فيرونيكا هيبوليتو أريوسفالدو فيرنانديس دا سيلفا | 7      | 51.19   | SB      |

### النهائي
| الترتيب | الفريق                 | الرياضيون                                             | المسار | الزمن | ملاحظات |
| ------- | ---------------------- | ----------------------------------------------------- | ------ | ----- | ------- |
| الأول   | الصين (CHN)            | تشو غوهوا وانغ هاو وين شياويان هو يانغ                | 5      | 45.07 | WR      |
| الثاني  | بريطانيا العظمى (GBR)  | زاك شو جوني بيكوك آلي سميت سامانثا كينغهورن           | 7      | 46.01 | AR      |
| الثالث  | الولايات المتحدة (USA) | نوح مالون هانتر وودهول تايلور سوانسون تاتيانا مكفادين | 3      | 47.32 |         |
| 4       | اليابان (JPN)          | أوران ساوادا ساي تسوجي تاكيرو ماتسوموتو توموكي إيكوما | 1      | 48.16 |         |